# معدن طلای آق‌دره
معدن طلای آق‌دره به عنوان دومین معدن طلای کشور در بخش تخت سلیمان  روستای آقدره ۳۰ کیلومتری شهرستان تکاب در استان آذربایجان غربی واقع شده‌است.

## معدن آق‌دره
معدن طلای آق‌دره توسط شرکت معدنی آق دره (سهامی عام) اداره می‌شود که اولین شرکت معدنی فعال در زمینه طلا در کشور ایران می‌باشد.
این شرکت فعالیت خود را در سال 1382 آغاز نمود، دفتر مرکزی شرکت در شهرستان کرج و معدن در کیلومتر ۵۰ جاده تکاب تخت سلیمان قرار دارد. معدن از نوع سطحی بوده و دارای عیار طلای 2.48 گرم بر تن می‌باشد
شرکت‌های فراوری به غیر از طلا نقره و جیوه را نیز از این کانسنگ استخراج می‌نمایند
کارخانه فرآوری و استحصال طلای آق‌دره در ۳۰ کیلومتری شهرستان تکاب با ظرفیت تولید سالیانه حدود 800 تا 1000 کیلوگرم در سال به بهره‌برداری رسیده و هم‌اکنون فعال است.

## تجمع کارگران معدن
از هفته اول خرداد ماه ۱۳۹۶ جمعی از اهالی روستاهای آق‌دره (آق دره علیا، آق دره سفلی و آق ‌دره وسطا) و همچنین اهالی روستای انگورد و شهر تکاب در خصوص عدم اشتغال در معدن طلای آق‌دره اقدام به برگزاری تجمع مسالمت‌آمیز زده و برخی از آن‌ها در نزدیکی معدن با برگزاری تحصن و برخورد با مامورین جو موجود و مسالمت آمیز را بهم زدند. 
با توجه به گفته‌های مدیرعامل مجتمع پویا زرکان که بهره‌برداری از معدن را به عهده دارد، در حالی که تعهد معدن آق‌دره به وزارت صنایع این بوده که ۲۳۰ نفر کارگر محلی را استخدام کند،۴۲۰ نفر از کارگران محلی از چهار روستا در این معدن مشغول بکار هستند. کار این معدن ذاتا فصلی است و هر سال به صورت دوره‌ای عده‌ای از کارگران در زمان بارش‌های زمستانی تعدیل شده و مجددا در بهار با آن‌ها قرارداد بسته می‌شود. 
لازم به ذکر است که هر چند وقت یک بار ساکنان بومی منطقه با ایجاد تنش تلاش می‌کنند که همگی در معدن استخدام شوند. این در حالی است که معدن ظرفیت نامحدودی برای ایجاد اشتغال ندارد.
یکی از اهالی آق‌دره در این خصوص توضیح داد: «ما به نشانه اعتراض به شرایط خود اقدام به برگزاری تجمع کردیم. اعتراض ما مسالمت آمیز و خواسته‌هایمان برحق بود اما اداره اطلاعات سپاه با فراخواندن تعدادی از افراد ضمن تهدید، به آن‌ها تذکر داد که در صورت افزایش تنش و برخورد فیزیکی با نیروی‌های انتظامی حاضر در محل با اتهام اقدام علیه امنیت ملی مواجه خواهند شد.»

## حمله به تجمع کارگران معدن
بدنبال تجمع‌های قبلی اهالی آق‌دره بر سر یافتن شغل در روز پنجشنبه ۲۵ خرداد، عده‌ای از ساکنین این روستا و حوالی آن به همراه خانواده‌های خود اقدام به برگزاری تجمع و تحصن کردند. این تجمع که به گفته افراد حاضر در محل مسالمت‌آمیز بود با حمله نیروهای امنیتی و انتظامی جمهوری اسلامی ایران روبرو شد.
براساس فیلم‌های منتشر شده و به گفته شاهدان عینی چند زن از تجمع‌کنندگان بر اثر کتک‌کاری نیروهای انتظامی بیهوش شده و شماری از آن‌ها نیز توسط مأموران بازداشت شدند. آمار مجروحان ۱۳ نفر اعلام شد.
این اعتراضات به دنبال آن بود که عده‌ای از اهالی آق‌دره مسئولین معدن طلا این منطقه را به استخدام نیروهای غیر‌بومی متهم کرده و خواهان آن بودند که با تعدیل نیروهای وقت خود در این معدن مشغول بکار شوند. این در حالی بود که شرکت پویا زرکاران مدعی است از مجموع کارگران حدودا 95 درصد بومی منطقه‌ بوده و مابقی افراد نیز بومی تکاب و یا دیگر شهرهای استان آذربایجان غربی هستند.

## پیشینه
سال گذشته نیز ۱۷ نفر از اهالی کرد ساکنان روستاهای آق‌دره در جریان دو پرونده قضایی، تحت پیگرد قضایی قرار گرفتند. این افراد جزو اشخاصی بودند که در اعتراض به بیکاری در سال ۱۳۹۳ دست به تجمع اعتراضی زده و در دادگاه محکوم شده بودند. در این پرونده ۱۷ نفر متهم به مجازات تعزیری حبس، پرداخت جزای نقدی و تحمل ضربات شلاق محکوم شده که در نهایت با گذشت کارفرما، مجازات حبس آن‌ها لغو شد اما با شکایت مدعی‌العموم در خصوص درگیری آن‌ها با نیروهای انتظامی مجازات پرداخت جزای نقدی و تحمل ضربات شلاق در مورد هرکدام از متهمان اجرا شد.